# Victor Abel Dessalles
Pour les articles homonymes, voir Dessalles.
Le baron Victor Abel Dessalles ou de Salle, né le 17 février 1776 à Versailles (Yvelines) et mort le 28 octobre 1864 dans le 9e arrondissement de Paris, est un général français de l’Empire. Il est le fils du maître écrivain Simon Dessalle.

## États de service
Il est promu général de brigade le 28 avril 1815.
Il a été chef de l'artillerie du 1er Corps (Jean-Baptiste Drouet d'Erlon) de l'Armée du Nord en 1815, dont il a provisoirement le commandement.

## Décorations
- Légion d'honneur
  - Chevalier de la Légion d'honneur le 5 août 1804.
  - Officier de la Légion d'honneur le 21 avril 1813.
  - Commandeur de la Légion d'honneur le 29 octobre 1828.
- Chevalier de Saint-Louis

## Dotation
- Le 17 mars 1808, donataire d’une rente annuelle de 4 500 francs sur le Mont-de-Milan et le 15 août 1809, en Hanovre .

## Armoiries
| Figure | Nom du baron et blasonnement |
| ------ | --- |
|        | Armes du baron Victor Abel Dessalles et de l'Empire, décret du 15 août 1809, lettres patentes du 4 juin 1810, commandeur de la Légion d'honneur Écartelé ; au premier d'or au lion de sinople à tête de coq contourné et à queue de renard ; au deuxième des barons tirés de l'armée ; au troisième d'azur à la tour d'or ; au quatrième d'argent à deux tubes de canon en sautoir d'azur, chargés d'une Carène de navire de sable. Livrées : les couleurs de l'écu ; le verd en bordure seulement. |

## Sources
- « Cote LH/2448/19 », base Léonore, ministère français de la Culture
- (en) « Generals Who Served in the French Army during the Period 1789 - 1814: Eberle to Exelmans »
- Thierry Pouliquen, « Les généraux français et étrangers ayant servis [sic] dans la Grande Armée » (consulté le 27 août 2013)
- Vicomte Révérend, Armorial du Premier Empire, tome 2, Honoré Champion, libraire, Paris, 1897, p. 64.